# Хроматофори

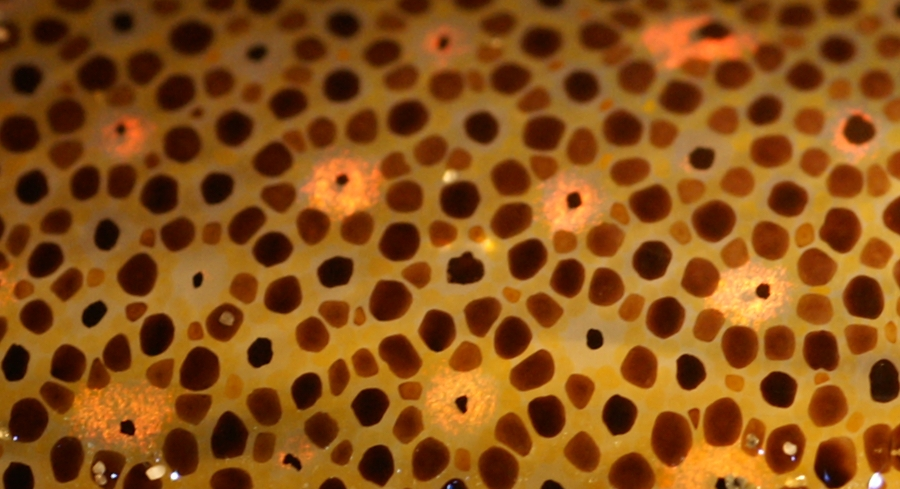
Хромотофори у шкірі кальмара

Хроматофори (від грець. chroma, родовий відмінок chromatos — колір, фарба і phorós — що несе) це світловідбиваючі клітини, або групи клітин, що містять пігмент, і є в організмах багатьох тварин таких як амфібії, риби, рептилії, ракоподібні і молюсків. Для порівняння ссавці і птахи, для забарвлення мають клас клітин, які називаються меланоцитами.
Хроматофори в більшій мірі відповідають за колір шкіри і очей у ектотермічних тварин і утворюється в нервовому гребні під час ембріонального розвитку. Зрілі хроматофори розподіляються на підкласи відповідно до їх кольору (а точніше «відтінком») під білим світлом: ксантрофори (жовті), еритрофори (червоні), ірідофори (що відбивають світло / або мають ефект ірізації), леукофори (білі), меланофори (чорні/коричневі), і сіанофори (сині).
Деякі види можуть швидко змінювати своє забарвлення за допомогою механізму, що переміщує пігмент і переорієнтують відбивні пластинки в середині хроматофорів. Цей процес, часто використовується як різновид камуфляжу, і називається фізіологічною зміною кольору або метахрозією.

## Відкриття людиною
Арістотель згадував можливість восьминога змінювати свій колір для камуфлювання і сигналізування в своїй праці Історія тварин (400 р.до н. е.):
Восьминіг ... шукаючи здобич змінює свій колір, аби виглядати як колір каміння на фоні якого він ховається; так само він робить, якщо його потурбують.— Арістотель
Джіосю Сангіованні був першим, хто описав клітини безхребетних тварин, які містять пігмент і назвав їх cromoforo в італійському науковому журналі в 1819.

## Моделі
У 2015 за участі біофізика Шультена з'явилась модель світловідбиваючої клітини хроматофор Purpurbakterie (близько 100 мільйонів атомів) за допомогою суперкомп'ютера Titan в Національній лабораторії Oak Ridge. У моделюванні процесів перетворення сонячного світла в хімічну енергію брали участь 100 мільйонів атомів, 16000 ліпідів і 101 білок, хоча вміст крихітної органели займає лише один відсоток від загального обсягу клітини.